# Lepechinella vitrea
Lepechinella vitrea is een vlokreeftensoort uit de familie van de Atylidae. De wetenschappelijke naam van de soort is voor het eerst geldig gepubliceerd in 1977 door Komenskaja.